# Monaeses israeliensis
Monaeses israeliensis là một loài nhện trong họ Thomisidae.
Loài này thuộc chi Monaeses. Monaeses israeliensis được Gershom Levy miêu tả năm 1973.